# Cshö Miszon (íjász)
Cshö Miszon (hangul: 최미선, RR: Choi Mi-seon; népszerű átírással: Choi Mi-sun; 1996. július 1.–) dél-koreai íjász, 2016-ban 1. helyen állt a világranglistán.

## Pályafutása
2015-ben a világbajnokságon csapatban és egyéniben is bronzérmet szerzett.
A 2016. évi olimpiai játékok női csapatversenyében aranyérmet szerzett, ezzel Dél-Korea egymás után nyolcadszor győzött csapatban olimpián.